# 伊豆箱根鉄道駿豆線
駿豆線（すんずせん）は、静岡県三島市の三島駅から伊豆市の修善寺駅までとを結ぶ伊豆箱根鉄道の鉄道路線。社名をもじったいずっぱこの愛称で親しまれる。
路線名の駿豆とは駿河国と伊豆国を意味するが、これはかつて同線が駿河国に属する沼津市と伊豆国に属する三島市の間に軌道線（路面電車、1963年廃止）を運行していた駿豆電気鉄道の路線だったことに由来する。駿豆線自体もかつては現在の御殿場線下土狩駅である（旧）三島駅を国鉄線との接続駅にしていたため、駿河国域をわずかにかすめていたが、1934年に現在の三島駅が開業して以降は全線が伊豆国内を走っている。

## 路線データ
- 路線距離（営業キロ） : 19.8 km
- 軌間 : 1067 mm
- 駅数 : 13駅（起終点駅含む）
- 複線区間 : なし（全線単線）
- 電化区間 : 全線（直流1500 V）
- 閉塞方式 : 自動閉塞式
- 最高速度 : 85 km/h[1]

## 運行形態
特急列車が運行されているが線内では追い抜きは行われておらず、先発列車が修善寺駅または三島駅まで先着する。

### 特急
東京方面から東日本旅客鉄道（JR東日本）・東海旅客鉄道（JR東海）東海道本線を経由して特急「踊り子」が平日2往復・土休日3往復乗り入れる。列車は5両編成（10 - 14号車）で、全車指定席であるが、駿豆線内相互発着の場合は、座席指定を受けることができず、座席未指定券で空席を利用することになる。修善寺駅にはマルス端末が設置されており、JR線内の各踊り子停車駅への指定席特急券・座席未指定券の購入が可能である。ただし、駿豆線内完結の座席未指定券はマルスでは発行されず、常備券により発行される。修善寺駅以外の特急停車駅では、修善寺駅に取り次ぎを行い、指定席特急券を購入できる。なお、この場合に旅客に発行される特急券はマルス券ではなく、伊豆箱根鉄道地紋の常備券に列車名・座席番号・誤取消防止符号を記入したものである。

座席未指定制度が導入される前に発行されていた自由席特急券。JR東海による取扱であることを示す[海]符号が付いている。

2021年3月12日までは特急料金なしで自由席車両に乗車できたが、同年3月13日のダイヤ改正よりJR東日本の座席未指定制度が導入された事に伴い、駿豆線内にも特急料金が設定された。以前は通学定期券では乗車できなかったが、2021年3月13日からの駿豆線内特急料金制定に伴いこの制度は廃止され、通学定期券でも特急券を購入することで乗車できるようになった。制度導入前に修善寺駅以外の特急停車駅で発行されていた常備券はJR東海仕様のものである。
JR線に連絡する特急券を車内で購入する場合は、駅での発売額より高額な車内料金が設定されているが、駿豆線内完結の場合は車内料金の設定がないため、駅での発売額と同額の特急券が発行される。

### 普通
普通列車は日中おおむね20分間隔での運転であるが、朝ラッシュ時は約8 - 12分間隔で運行されている。三島駅 - 修善寺駅間の直通運転が基本であるが、朝には出庫列車として大場発の列車が修善寺行き・三島行きそれぞれ1本ずつ設定されており、23時台の三島発下り最終列車（243列車）は大場行きとなっている。
2007年3月18日にJR東海に合わせて行われたダイヤ改正では、朝に運転される上り24列車の休日の始発駅が大場駅から修善寺駅へ、同じく朝に運転される大場発の下り213列車が休日運休から毎日運転に変更されたため、特急「踊り子」を除き休日に運休する列車がなくなった。また、この改正により、全線で7時30分から8時30分の間は約10分間隔の運転が実施された。改正前は、朝ラッシュ時に大場発の列車があったため、一部区間で10分間隔運転になっていなかった。
2009年2月14日のダイヤ改正では、同年4月1日から開始されたワンマン運転に備え、各駅の停車時間が見直され、全線の所要時間が従来の約32分から約35分に延長されたほか、運転間隔の見直しや車内放送内容の変更なども行われた。
1988年11月6日のダイヤ改正では、7000系（設定当初は3000系3001編成）を利用した一部座席指定席の快速が運行されていたが1998年3月末で廃止され、以後は設定されていない。但し、2019年のゴールデンウィークでは、「踊り子」102号の運転時刻で日曜日を除いた8日間で臨時列車「快速修善寺号」を修善寺 → 三島駅間にて運転し、一時的ながら快速列車が復活した。
また将来の東海道本線乗り入れ準備として7000系には「沼津」「熱海」「富士」等の行先方向幕が用意されていたが現在は社線内のみのものに交換されている。

## 利用状況

### 輸送実績
駿豆線の輸送実績を下表に記す。最近では輸送量は減少している。表中、最高値を赤色で、最高値を記録した年度以降の最低値を青色で、最高値を記録した年度以前の最低値を緑色で表記している。
| 年度別輸送実績     | 年度別輸送実績             | 年度別輸送実績             | 年度別輸送実績             | 年度別輸送実績             | 年度別輸送実績 | 年度別輸送実績         |
| 年度               | 輸送実績（乗車人員）：万人 | 輸送実績（乗車人員）：万人 | 輸送実績（乗車人員）：万人 | 輸送実績（乗車人員）：万人 | 輸送密度 人/日 | 特記事項               |
| ------------------ | -------------------------- | -------------------------- | -------------------------- | -------------------------- | -------------- | ---------------------- |
| 年度               | 通勤定期                   | 通学定期                   | 定期外                     | 合計                       | 輸送密度 人/日 | 特記事項               |
| 1975年（昭和50年） | 386.4                      | 366.0                      | 593.9                      | 1346.3                     | 16,366         |                        |
| 1976年（昭和51年） | 389.6                      | 379.2                      | 613.4                      | 1382.2                     | 16,265         |                        |
| 1977年（昭和52年） | 373.5                      | 397.8                      | 662.2                      | 1433.6                     | 15,933         |                        |
| 1978年（昭和53年） | 361.4                      | 397.6                      | 674.4                      | 1433.5                     | 15,775         |                        |
| 1979年（昭和54年） | 355.5                      | 397.3                      | 606.8                      | 1359.7                     | 15,807         | 3000形電車運転開始     |
| 1980年（昭和55年） | 357.5                      | 402.2                      | 608.6                      | 1368.3                     | 15,844         |                        |
| 1981年（昭和56年） | 347.7                      | 396.9                      | 601.5                      | 1346.2                     | 15,757         | 特急「踊り子」運転開始 |
| 1982年（昭和57年） | 354.2                      | 384.7                      | 606.7                      | 1345.6                     | 15,755         |                        |
| 1983年（昭和58年） | 355.5                      | 384.9                      | 603.9                      | 1344.3                     | 15,880         | 修善寺駅新駅舎完成     |
| 1984年（昭和59年） | 354.6                      | 392.4                      | 589.4                      | 1336.3                     | 15,921         |                        |
| 1985年（昭和60年） | 358.2                      | 399.9                      | 610.3                      | 1368.4                     | 16,353         |                        |
| 1986年（昭和61年） | 354.9                      | 403.3                      | 615.0                      | 1373.2                     | 16,532         | 伊豆長岡駅新駅舎完成   |
| 1987年（昭和62年） | 353.8                      | 414.8                      | 629.1                      | 1397.7                     | 16,820         |                        |
| 1988年（昭和63年） | 353.6                      | 425.6                      | 628.0                      | 1407.2                     | 17,056         |                        |
| 1989年（平成元年） | 369.5                      | 430.0                      | 635.9                      | 1435.4                     | 17,379         |                        |
| 1990年（平成2年）  | 369.6                      | 431.5                      | 682.0                      | 1483.1                     | 18,145         | 7000形電車運転開始     |
| 1991年（平成3年）  | 399.0                      | 423.2                      | 709.6                      | 1531.8                     | 18,642         |                        |
| 1992年（平成4年）  | 401.4                      | 426.8                      | 700.5                      | 1528.7                     | 18,565         |                        |
| 1993年（平成5年）  | 383.9                      | 403.8                      | 672.6                      | 1460.3                     | 17,766         |                        |
| 1994年（平成6年）  | 379.1                      | 394.6                      | 666.2                      | 1439.9                     | 17,467         |                        |
| 1995年（平成7年）  | 391.2                      | 388.3                      | 655.0                      | 1434.5                     | 17,008         |                        |
| 1996年（平成8年）  | 399.0                      | 373.3                      | 654.0                      | 1426.3                     | 17,041         |                        |
| 1997年（平成9年）  | 393.8                      | 346.0                      | 659.7                      | 1399.5                     | 16,328         |                        |
| 1998年（平成10年） | 393.5                      | 340.2                      | 594.1                      | 1327.8                     | 16,113         |                        |
| 1999年（平成11年） | 375.5                      | 328.5                      | 578.2                      | 1282.2                     | 15,591         |                        |
| 2000年（平成12年） | 361.1                      | 315.9                      | 559.5                      | 1236.5                     | 14,995         |                        |
| 2001年（平成13年） | 362.0                      | 298.1                      | 551.3                      | 1211.4                     | 14,648         |                        |
| 2002年（平成14年） | 368.8                      | 289.8                      | 537.3                      | 1195.9                     | 14,223         |                        |
| 2003年（平成15年） | 356.1                      | 288.5                      | 525.2                      | 1169.8                     | 13,966         |                        |
| 2004年（平成16年） | 356.9                      | 278.9                      | 498.5                      | 1134.3                     | 13,503         | 大場駅新駅舎竣工       |
| 2005年（平成17年） | 349.6                      | 278.9                      | 492.2                      | 1120.7                     | 13,377         |                        |
| 2006年（平成18年） | 345.4                      | 272.7                      | 491.6                      | 1109.7                     | 13,213         |                        |
| 2007年（平成19年） |                            |                            |                            | 1107.8                     |                |                        |
| 2008年（平成20年） |                            |                            |                            | 1095.0                     |                |                        |
| 2009年（平成21年） |                            |                            |                            | 1046.2                     |                |                        |
| 2010年（平成22年） |                            |                            |                            | 1023.2                     |                |                        |
| 2011年（平成23年） |                            |                            |                            | 992.2                      |                |                        |
| 2012年（平成24年） | 325.8                      | 263.7                      | 419.5                      | 1009.0                     | 11,943         |                        |
| 2013年（平成25年） | 326.4                      | 265.6                      | 417.9                      | 1009.9                     | 11,865         |                        |
| 2014年（平成26年） | 317.2                      | 250.2                      | 407.9                      | 975.3                      | 11,436         |                        |
| 2015年（平成27年） | 323.5                      | 253.2                      | 413.2                      | 989.8                      | 11,505         |                        |
| 2016年（平成28年） | 320.3                      | 251.6                      | 408.1                      | 980.0                      | 11,388         |                        |
| 2017年（平成29年） | 323.3                      | 248.1                      | 412.1                      | 983.5                      | 11,432         |                        |
| 2018年（平成30年） | 321.6                      | 247.7                      | 410.5                      | 979.8                      | 11,369         |                        |
| 2019年（令和元年） | 324.1                      | 246.9                      | 395.0                      | 966.0                      | 11,109         |                        |
| 2020年（令和2年）  | 261.2                      | 206.6                      | 229.1                      | 696.9                      | 7,767          |                        |

鉄道統計年報（国土交通省鉄道局監修）より抜粋

### 営業成績
駿豆線の営業成績を下表に記す。表中、最高値を赤色で、最高値を記録した年度以降の最低値を青色で、最高値を記録した年度以前の最低値を緑色で表記している。
| 年度別営業成績     | 年度別営業成績     | 年度別営業成績     | 年度別営業成績     | 年度別営業成績     | 年度別営業成績     | 年度別営業成績 | 年度別営業成績 | 年度別営業成績 | 年度別営業成績 | 年度別営業成績 |
| 年度               | 旅客運賃収入：千円 | 旅客運賃収入：千円 | 旅客運賃収入：千円 | 旅客運賃収入：千円 | 旅客運賃収入：千円 | 運輸雑収 千円  | 営業収益 千円  | 営業経費 千円  | 営業損益 千円  | 営業 係数      |
| ------------------ | ------------------ | ------------------ | ------------------ | ------------------ | ------------------ | -------------- | -------------- | -------------- | -------------- | -------------- |
| 年度               | 通勤定期           | 通学定期           | 定期外             | 手小荷物           | 合計               | 運輸雑収 千円  | 営業収益 千円  | 営業経費 千円  | 営業損益 千円  | 営業 係数      |
| 1975年（昭和50年） | 389,673            | ←←←←               | 843,036            | 9,962              | 1,242,671          | 41,599         | 1,284,270      |                |                |                |
| 1976年（昭和51年） | 399,370            | ←←←←               | 860,870            | 12,461             | 1,272,701          | 45,725         | 1,318,426      |                |                |                |
| 1977年（昭和52年） | 471,611            | ←←←←               | 960,696            | 12,585             | 1,444,893          | 46,590         | 1,491,484      |                |                |                |
| 1978年（昭和53年） | 463,199            | ←←←←               | 987,819            | 13,429             | 1,464,447          | 34,440         | 1,498,888      |                |                |                |
| 1979年（昭和54年） | 502,510            | ←←←←               | 1,088,631          | 12,035             | 1,603,177          | 27,666         | 1,630,844      |                |                |                |
| 1980年（昭和55年） | 511,958            | ←←←←               | 1,095,622          | 8,551              | 1,616,131          | 29,010         | 1,645,142      |                |                |                |
| 1981年（昭和56年） | 568,339            | ←←←←               | 1,201,876          | 6,947              | 1,777,162          | 47,080         | 1,824,242      |                |                |                |
| 1982年（昭和57年） | 570,563            | ←←←←               | 1,232,730          | 5,049              | 1,808,343          | 29,743         | 1,838,086      |                |                |                |
| 1983年（昭和58年） | 636,124            | ←←←←               | 1,321,885          | 3,112              | 1,961,121          | 29,258         | 1,990,379      |                |                |                |
| 1984年（昭和59年） | 647,641            | ←←←←               | 1,292,759          | 0                  | 1,940,400          | 29,877         | 1,970,277      |                |                |                |
| 1985年（昭和60年） | 668,823            | ←←←←               | 1,390,691          | 0                  | 2,059,514          | 31,396         | 2,090,910      |                |                |                |
| 1986年（昭和61年） | 711,249            | ←←←←               | 1,483,620          | 0                  | 2,194,869          | 34,444         | 2,229,313      |                |                |                |
| 1987年（昭和62年） | 378,173            | 331,665            | 1,515,350          | 0                  | 2,225,118          | 33,151         | 2,258,339      |                |                |                |
| 1988年（昭和63年） | 386,129            | 345,016            | 1,516,245          | 0                  | 2,247,390          | 37,588         | 2,284,978      |                |                |                |
| 1989年（平成元年） | 402,689            | 348,014            | 1,539,908          | 0                  | 2,290,611          | 44,679         | 2,335,290      |                |                |                |
| 1990年（平成2年）  | 405,123            | 347,332            | 1,672,434          | 0                  | 2,424,889          | 48,989         | 2,473,878      |                |                |                |
| 1991年（平成3年）  | 424,461            | 352,037            | 1,737,316          | 0                  | 2,513,814          | 45,914         | 2,559,728      |                |                |                |
| 1992年（平成4年）  | 433,679            | 351,051            | 1,698,693          | 0                  | 2,483,423          | 46,745         | 2,530,168      |                |                |                |
| 1993年（平成5年）  | 423,611            | 337,035            | 1,617,979          | 0                  | 2,378,625          | 45,869         | 2,424,494      |                |                |                |
| 1994年（平成6年）  | 425,718            | 326,357            | 1,575,659          | 0                  | 2,327,734          | 45,599         | 2,373,333      |                |                |                |
| 1995年（平成7年）  | 442,500            | 325,193            | 1,594,974          | 0                  | 2,362,667          | 45,202         | 2,407,869      |                |                |                |
| 1996年（平成8年）  | 477,708            | 327,656            | 1,657,393          | 0                  | 2,462,757          | 47,172         | 2,509,929      |                |                |                |
| 1997年（平成9年）  | 485,433            | 308,589            | 1,637,582          | 0                  | 2,431,604          | 41,642         | 2,384,871      |                |                |                |
| 1998年（平成10年） | 492,622            | 306,079            | 1,495,199          | 0                  | 2,293,900          | 41,807         | 2,335,707      |                |                |                |
| 1999年（平成11年） | 467,936            | 299,326            | 1,447,949          | 0                  | 2,215,211          | 39,891         | 2,255,102      |                |                |                |
| 2000年（平成12年） | 450,514            | 288,312            | 1,391,267          | 0                  | 2,130,093          | 85,639         | 2,281,538      |                |                |                |
| 2001年（平成13年） | 443,637            | 274,037            | 1,372,126          | 0                  | 2,089,800          | 63,471         | 2,153,271      |                |                |                |
| 2002年（平成14年） | 436,322            | 265,220            | 1,333,025          | 0                  | 2,034,567          | 55,523         | 2,090,090      |                |                |                |
| 2003年（平成15年） | 427,663            | 263,750            | 1,303,820          | 0                  | 1,995,233          | 57,677         | 2,052,910      |                |                |                |
| 2004年（平成16年） | 427,688            | 256,083            | 1,227,071          | 0                  | 1,910,842          | 58,883         | 1,969,725      |                |                |                |
| 2005年（平成17年） | 423,750            | 253,145            | 1,214,973          | 0                  | 1,891,868          | 58,214         | 1,950,082      |                |                |                |
| 2006年（平成18年） | 420,051            | 246,137            | 1,213,913          | 0                  | 1,880,101          | 59,414         | 1,939,515      | 1,843,755      | 95,760         | 95.1           |

鉄道統計年報（国土交通省鉄道局監修）より抜粋

## 使用車両
2021年現在当路線で使用されている車両の形式は以下の通りである。なお、当路線を走行する普通列車用の自社車両はすべて抵抗制御である。編成は普通列車が3両、特急列車が5両である。普通列車用は特別塗装車を除き、「ライオンズブルー」もしくは「レジェンドブルー」と呼ばれる西武グループのコーポレートカラーを身に纏う。
- 普通列車（全車大場工場所属）
  - 7000系（うち1編成はアニメ作品「幻日のヨハネ -SUNSHINE in the MIRROR-」仕様のラッピング車両）
  - 3000系
    - 一次車（普通鋼車、うち1編成は、軌道線車両復刻塗装）
    - 二次車（ステンレス鋼車、うち1編成がアニメ作品「ラブライブ!サンシャイン!!」仕様のラッピング車両）

  - 1300系（元・西武新101系。うち1編成が西武鉄道在籍時の旧塗装を再現した「イエローパラダイストレイン」）
- 特急「踊り子」
  - E257系2500番台（JR東日本・大宮総合車両センター所属）

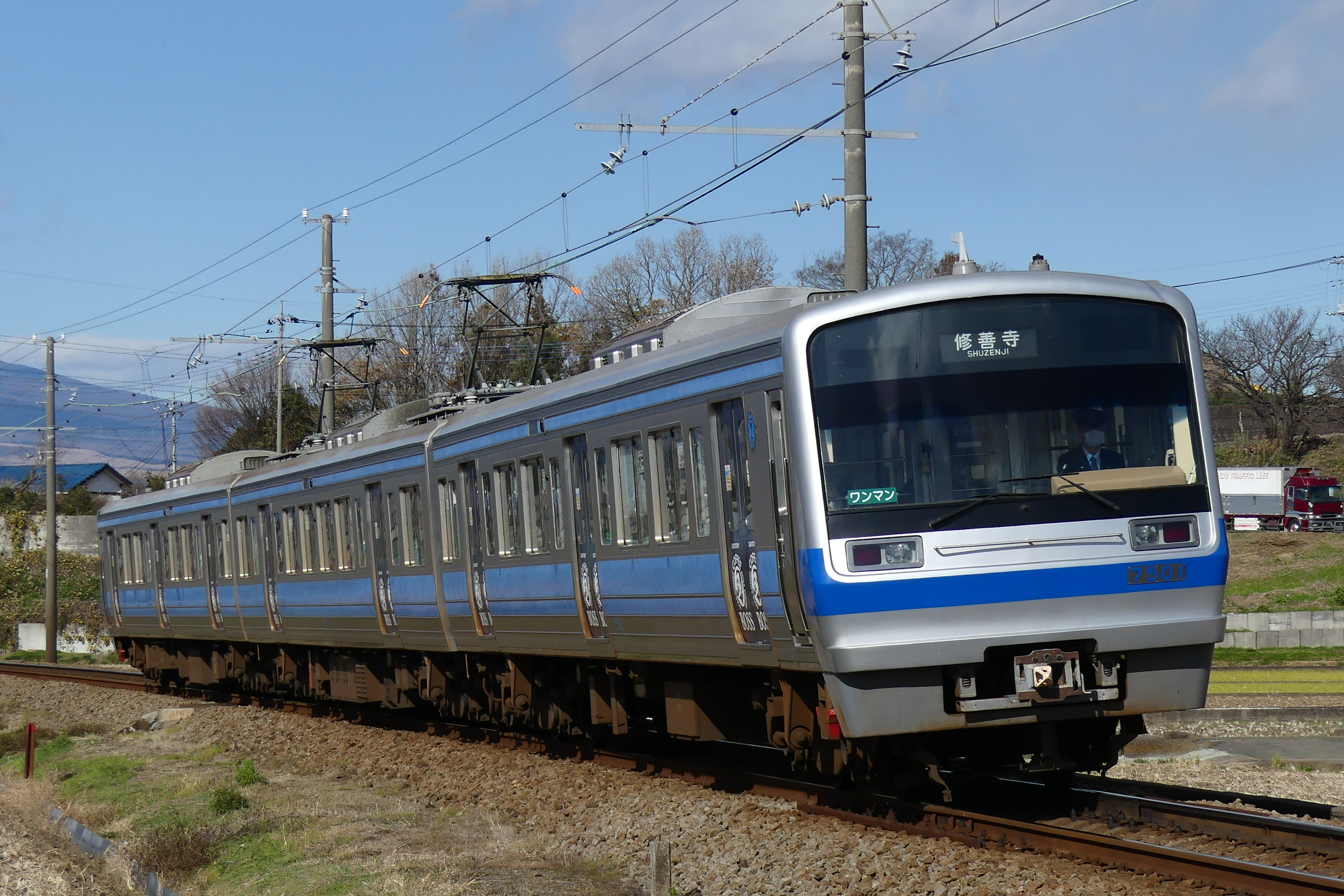
7000系
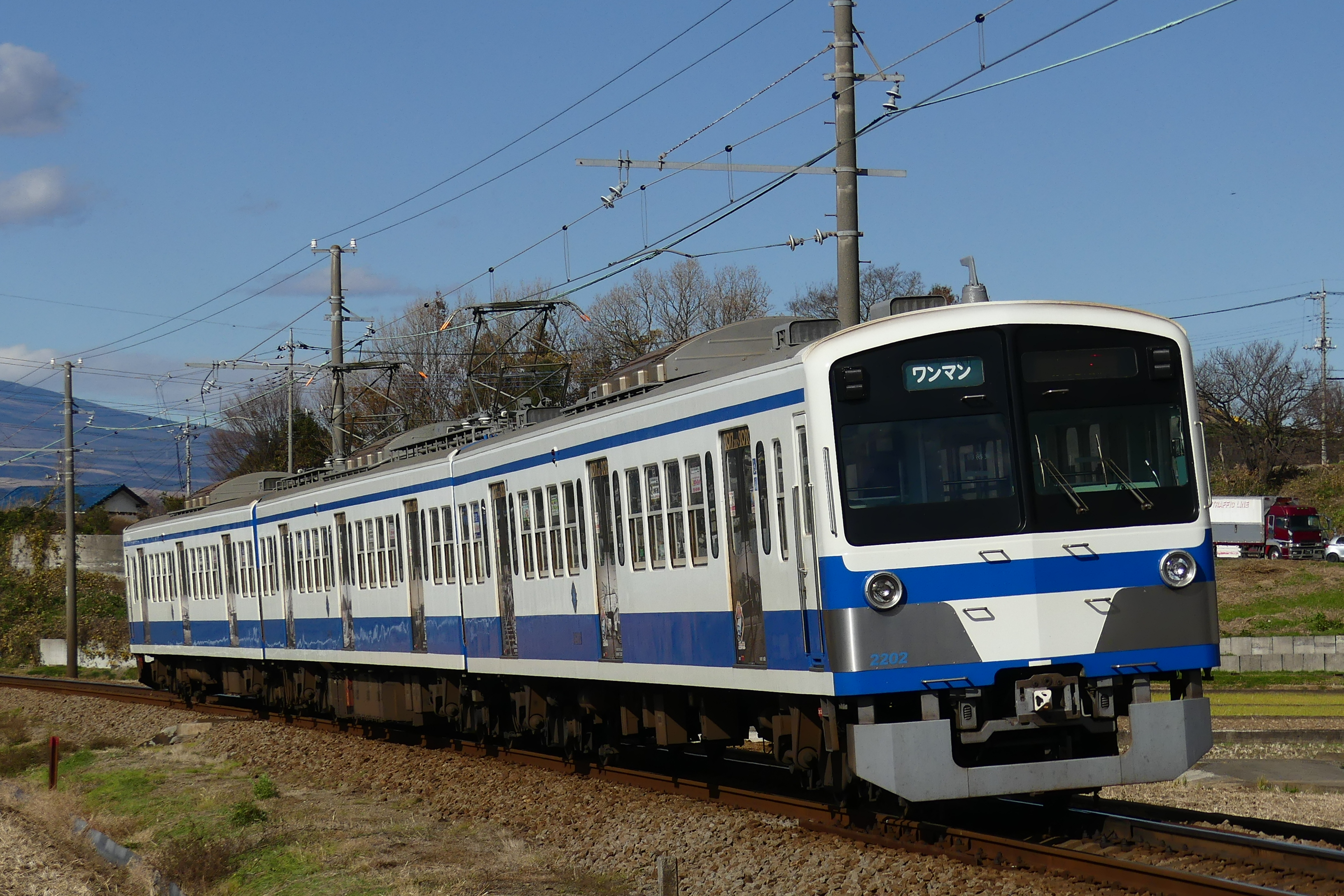
1300系1302編成
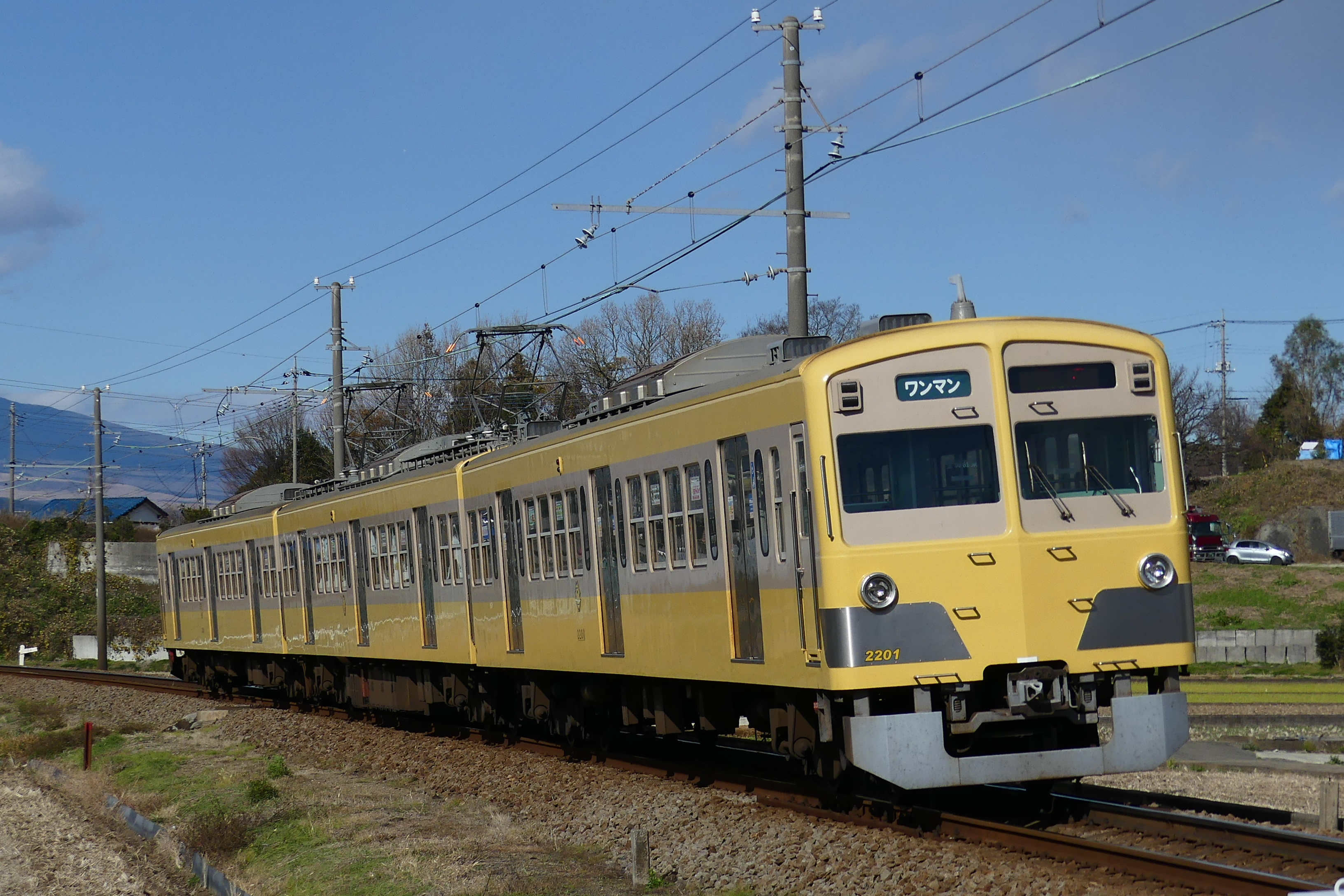
1300系1301編成 （イエローパラダイストレイン）
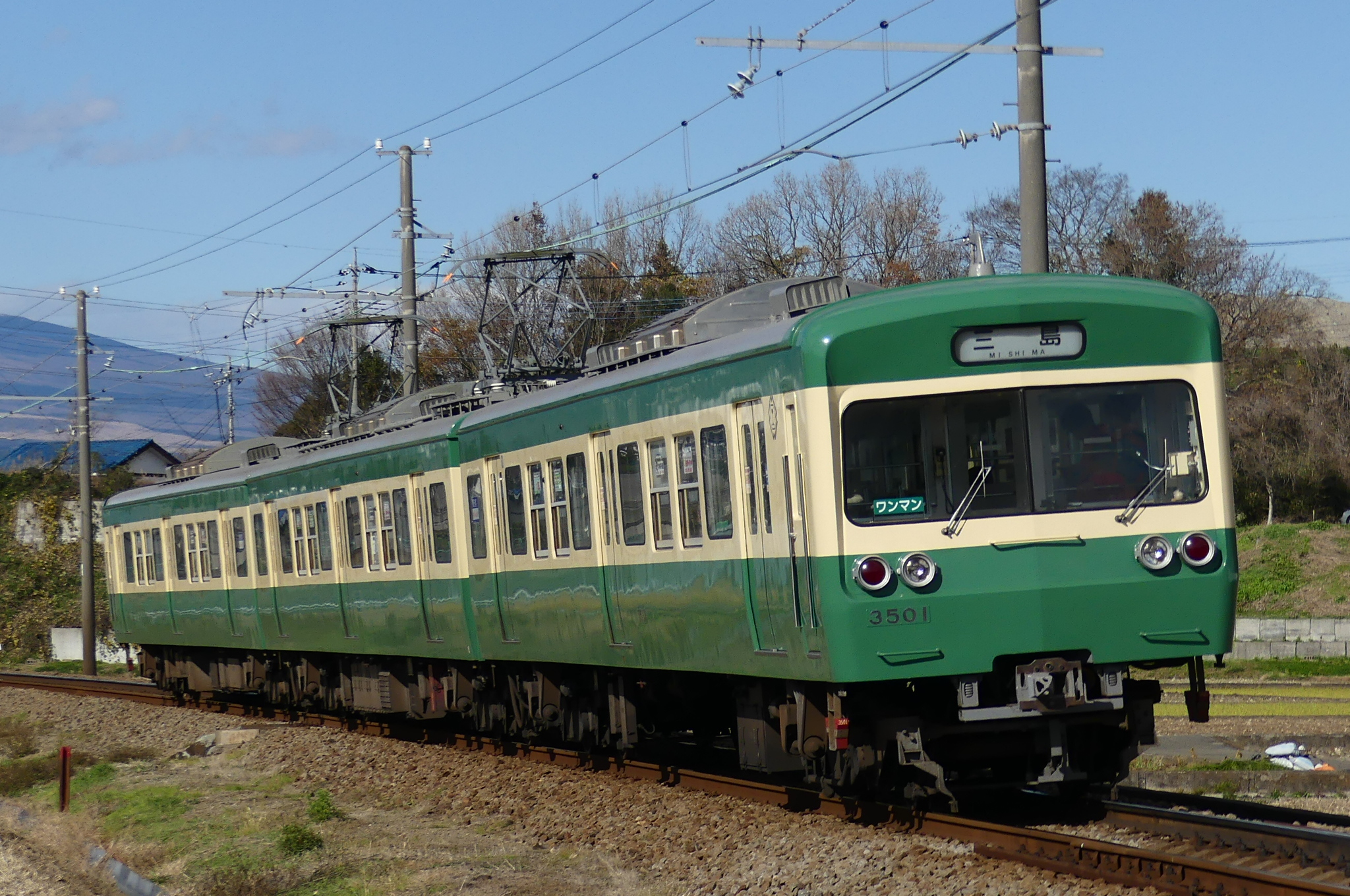
3000系1次車3501編成 （軌道線車両復刻塗装）
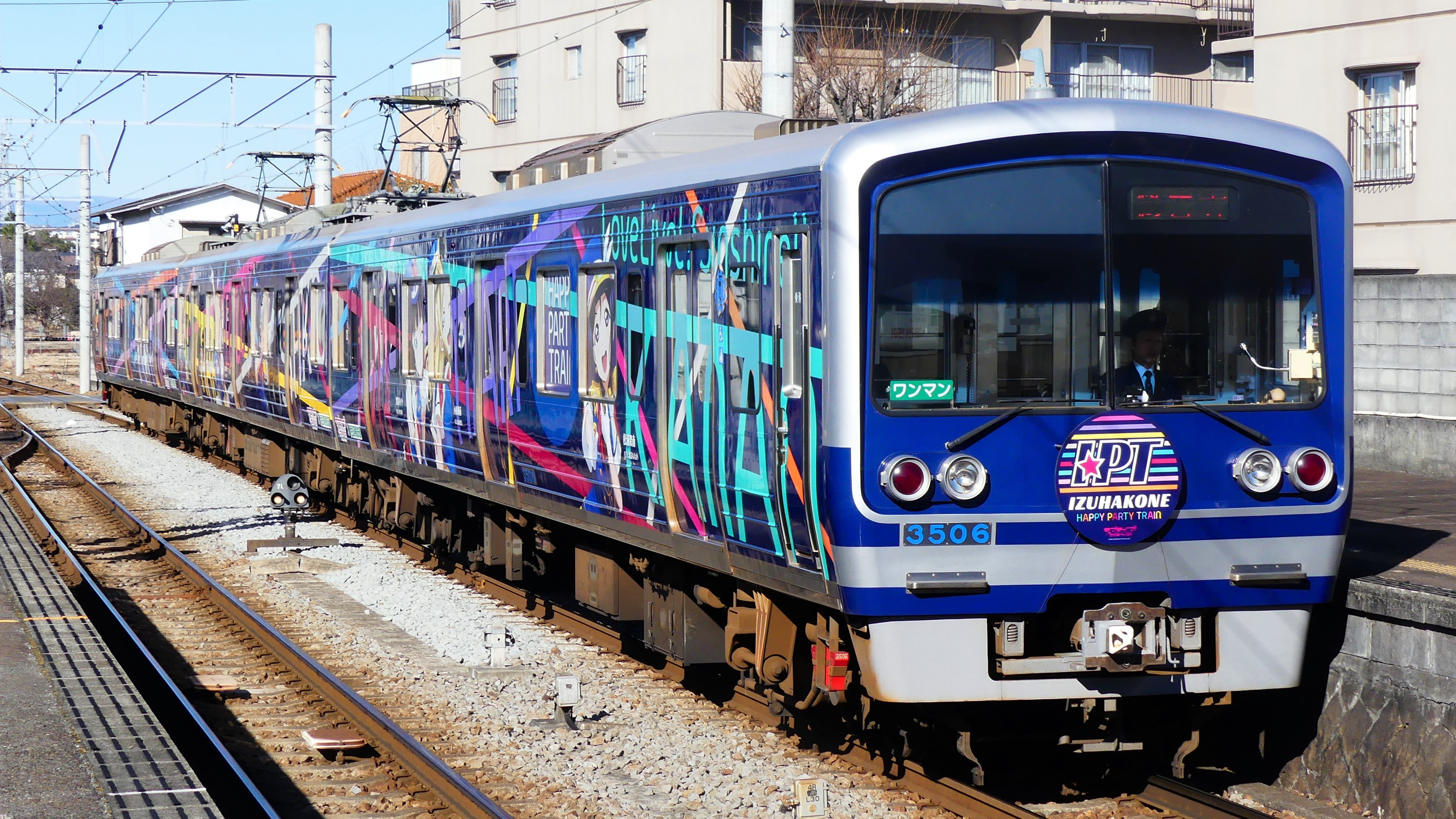
3000系2次車3506編成 （ラブライブラッピング電車「HAPPY PARTY TRAIN」）
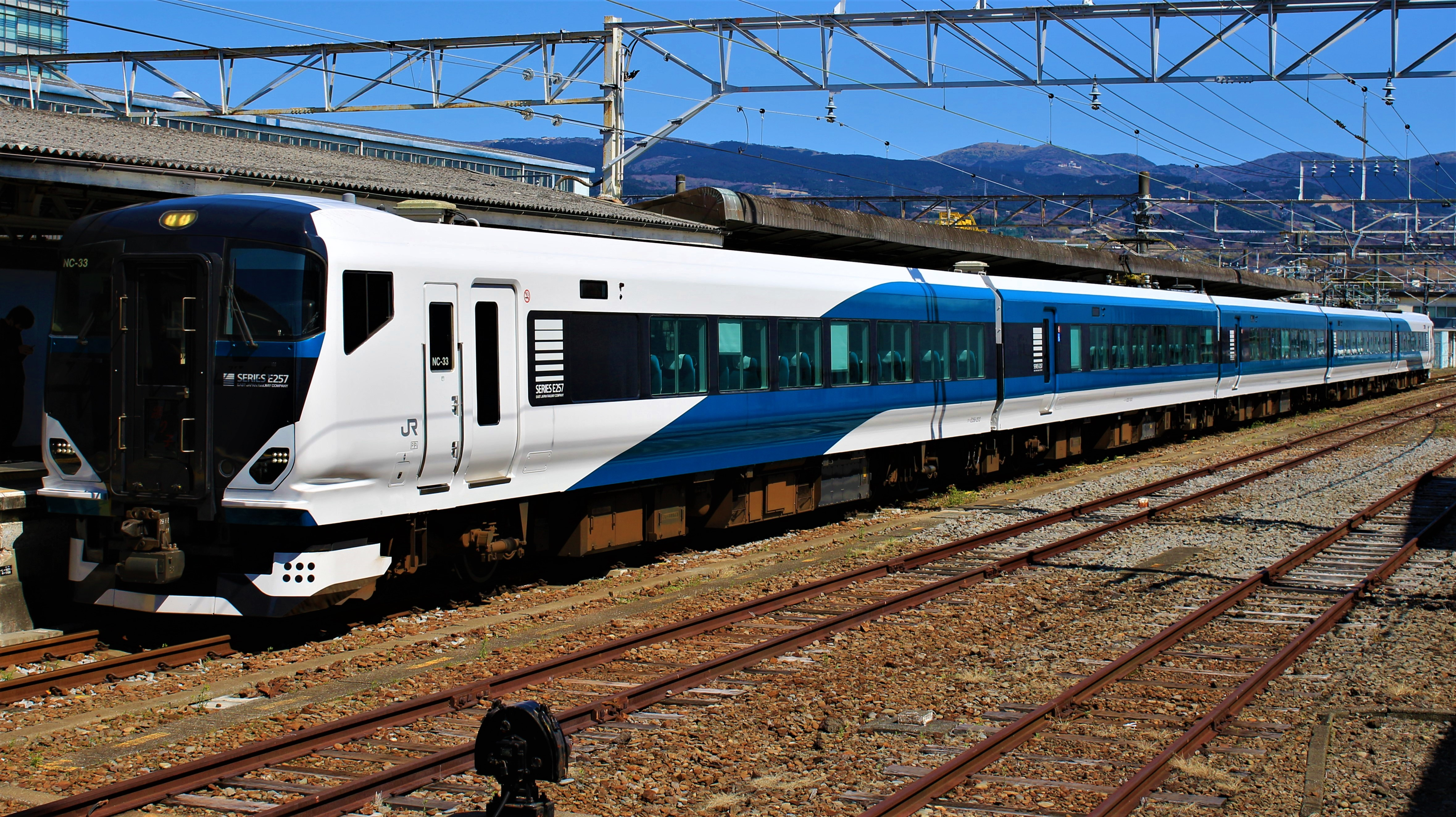
JRから乗り入れる JR東日本E257系2500番台 特急「踊り子」

### 過去の使用車両
1000系（通称「赤電」）は最期まで残存していた編成が2005年に廃車されて形式消滅しているが、旧モハ1008の1両だけは大場工場内で倉庫として残存している。また、大雄山線5000系の検査出入場時や工事車両牽引などに使用される東芝製の小型電気機関車 ED32, ED33形が在籍している。
また、2008年11月5日と2009年5月11日の2回に分けて、西武鉄道から新101系3両2編成を譲り受けた。この編成は第1編成は2008年12月14日、第2編成は2009年5月12日に営業運転についており、伊豆箱根鉄道での形式名は1300系となった。またこれにともない1100系は2012年6月13日をもって営業運転を終了した。
JR・国鉄から乗り入れていた車両として、東京方面から直通する優等列車に185系、165系、157系、153系、80系などが使用されていた。

## 車両基地
大場工場が伊豆箱根鉄道本社敷地内北側にあり、車両工場と車両基地を兼ねている。大場駅から出入庫を行う。

## 設備

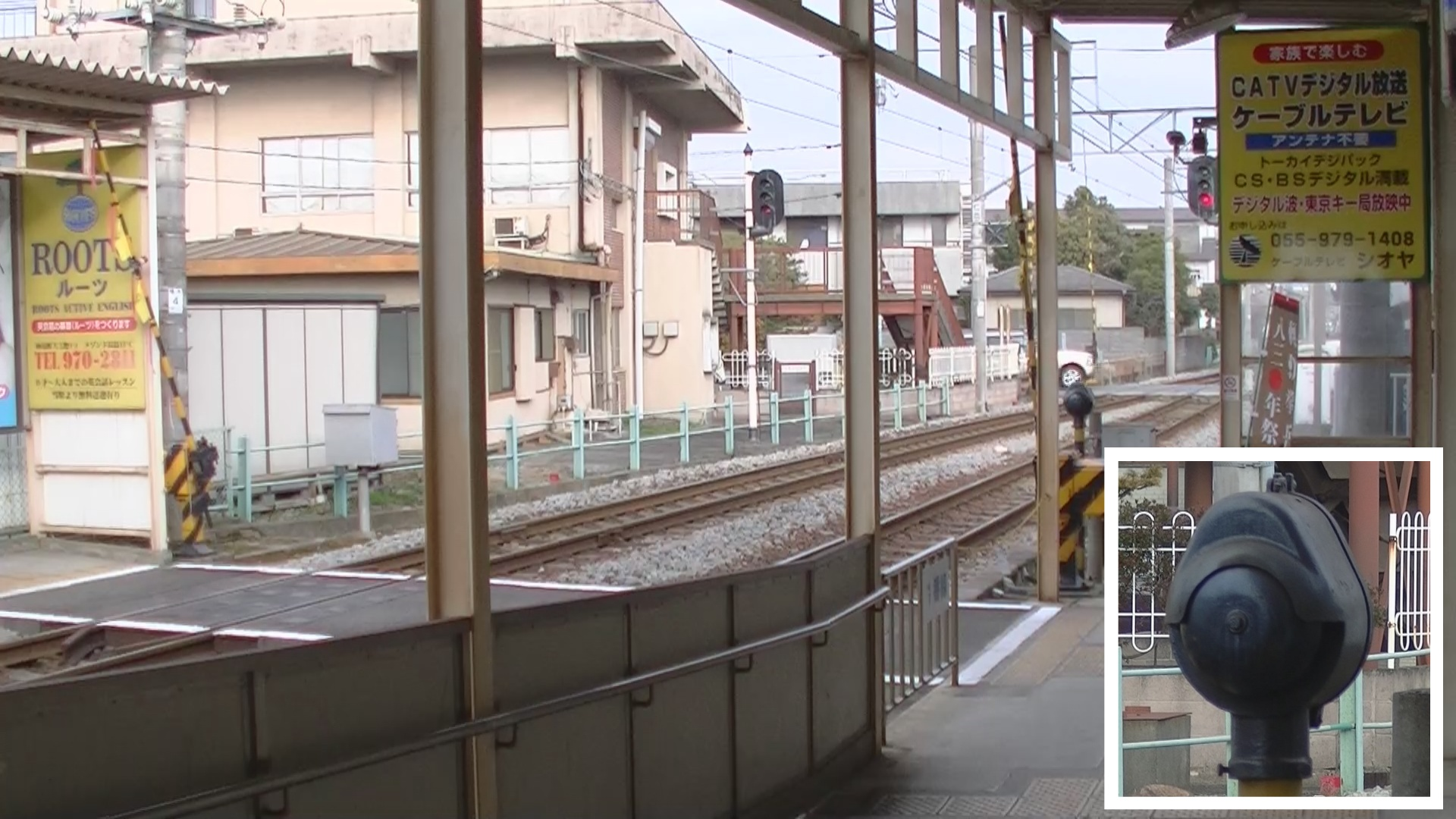
伊豆仁田駅構内踏切の電鈴式警音器（2012年2月5日）

### 架線
架線はほとんど片持ち式が使用されている。

### 踏切
踏切は計72箇所存在し、すべてが第1種踏切である。そのうち駅構内の踏切は6箇所ある。交通量の多い踏切には踏切支障報知装置も設置されており特殊発光信号機は踏切支障報知装置が設置されている大きな踏切では回転型が使用され、踏切支障報知装置が設置されている小さな踏切では点滅型が使用されている。一部の踏切には8角形の故障表示機も設置されている。踏切動作反応灯は一般的なデザインのものが使用されている。
警音器は、2014年まで伊豆仁田駅構内に電鈴式（金属ベル）が使用された踏切が存在していたが、現在は72箇所全てで電子音が使用されている。一部の踏切ではJR東海などと同じ電子音を使用している所もある。

### 保安装置
変周式ATSが設置されており、近年速度照査の地上時素から車上時素への更新が進められている。「踊り子」で使用されるJR東日本の車両は、185系ではATS-SN●（ATS-ST相当）、E257系2500番台ではATS-Ps以外に車上時素式速度照査機能を持つATSを搭載していないが、駿豆線のATS更新後も継続して乗り入れを行っている。

## 歴史
当初は湯治客の便を図り、伊豆中部の大仁と東海道本線を結ぶ目的で建設された。初めの計画では沼津を起点とする予定であったが、東海道本線敷設時に駅が設けられず衰退が著しかった宿場街三島の者が土地寄贈を行うなど積極的に誘致を行い、現在の下土狩駅の所に新しく（初代）三島駅を設けた上で、ここを起点とすることになった。1898年に開業し、1924年には修禅寺・修善寺温泉のある修善寺町（今の伊豆市）まで延伸されている。
昭和に入り、1934年12月に丹那トンネルの開通に伴い東海道本線のルートが御殿場経由から現行の熱海経由に変更されることになった際、熱海経由の新線に（2代目）三島駅が設置されたため、起点を変更した（この時、御殿場経由の元の東海道本線のルートは御殿場線となった。これに先立ち、初代の三島駅は同年10月に下土狩駅に改称された）。これらの経緯については三島駅#歴史も参照のこと。
なお、戦後まもなくしてから国鉄80系電車を用いて国鉄からの直通運転が開始されたが、開始されてから約10年間は国鉄線の電圧が1500V、駿豆線の電圧が600Vと異なっていたため、80系は走行性能を落して駿豆線内を運行していた。

### 年表
- 1898年（明治31年）
  - 5月20日：豆相鉄道三島町（現・三島田町） - 南條（現・伊豆長岡）間開業（1,067 mm軌間、蒸気動力）。
  - 6月15日：三島（現・御殿場線下土狩駅） - 三島町間開業。
- 1899年（明治32年）7月17日：南條 - 大仁間開業。
- 1900年（明治33年）8月5日：北條駅（現・韮山駅）開業。
- 1907年（明治40年）7月19日：伊豆鉄道に譲渡。
- 1912年（明治45年）4月1日：駿豆電気鉄道に譲渡。
- 1914年（大正3年）：広小路連絡所（現・三島広小路駅）開業。
- 1916年（大正5年）：富士水電と合併。
- 1917年（大正6年）11月5日：駿豆鉄道に譲渡。
- 1918年（大正7年）8月10日：三島町 - 大場間電化。
- 1919年（大正8年）
  - 5月25日：三島 - 三島町間電化、軌道線が三島町まで直通運転開始。北條駅を韮山駅に、南條駅を伊豆長岡駅に改称。
  - 6月5日：大場 - 大仁間電化。
- 1922年（大正11年）7月1日：伊豆仁田駅開業[7]。
- 1924年（大正13年）8月1日：大仁 - 修善寺間開業。
- 1928年（昭和3年）4月18日：広小路連絡所を三島広小路駅に改称。
- 1932年（昭和7年）12月15日：三島二日町駅開業。
- 1933年（昭和8年）5月6日：東京方面から週末に直通列車の運転開始（戦時中に消滅）。
- 1934年（昭和9年）
  - 10月1日：三島駅を下土狩駅に改称。
  - 12月1日：丹那トンネル開通による東海道線経路変更に伴い、三島広小路 - 下土狩間廃止。三島広小路 - 現・三島駅間開業。
- 1937年（昭和12年）6月10日：大場駅貨物線工事完成。
- 1938年（昭和13年）4月6日：駿豆鉄道箱根遊船に改称。
- 1940年（昭和15年）
  - 5月4日：共立水産（株）大場工場引き込み線建設竣成。
  - 11月28日：駿豆鉄道に改称。
- 1949年（昭和24年）
  - 4月1日：軌道線営業列車の直通運転中止。
  - 10月9日：東京から国鉄の準急「いでゆ」が乗り入れ開始。
- 1950年（昭和25年）10月7日：東京から国鉄の準急「あまぎ」（後に「伊豆」に改称）乗り入れ開始。
- 1956年（昭和31年）2月1日：三島町駅を三島田町駅に改称。
- 1957年（昭和32年）6月1日：伊豆箱根鉄道に改称。本社を田町から大場へ移転。
- 1958年（昭和33年）9月26日：狩野川台風直撃により被害を受けたが10日で復旧。
- 1959年（昭和34年）9月7日：架線電圧を600Vから1500Vに昇圧。これに伴い、三島田町の軌道線車庫への軌道線回送列車の直通運転中止。三島広小路の軌道線連絡線撤去。
- 1964年（昭和39年）
  - 9月17日：三島 - 大場間自動閉塞化。
  - 9月21日：大場駅貨物取扱廃止。
  - 12月1日：三島田町駅貨物取扱廃止。
- 1965年（昭和40年）10月1日：駿豆線に大垣からの準急「するが」（後の「中伊豆」）が乗り入れ開始。
- 1966年（昭和41年）3月2日：大場 - 伊豆長岡間自動閉塞化。
- 1967年（昭和42年）
  - 3月25日：三島 - 修善寺間自動信号化。
  - 4月2日：三島田町駅総合駅舎完成。
  - 9月22日：伊豆長岡 - 修善寺間自動閉塞化。
  - 9月30日：常磐線平（現・いわき）からの急行「常磐伊豆」が駿豆線へ直通運転開始。
- 1968年（昭和43年）4月1日：線内急行運転開始。
- 1971年（昭和46年）5月1日：原木駅無人化。
- 1972年（昭和47年）
  - 6月16日：貨物営業廃止。
  - 10月1日：三島広小路駅手小荷物営業廃止。
  - 12月1日：三島駅手小荷物配達取扱廃止。
  - 12月：ATS導入。
- 1973年（昭和48年）1月1日：三島田町駅手小荷物営業廃止。
- 1974年（昭和49年）：線内急行運転廃止。
- 1975年（昭和50年）3月10日：急行「伊豆」1往復に連結のグリーン車廃止。これにより社線内グリーン料金も廃止。
- 1976年（昭和51年）12月25日：三島駅連絡通路拡張工事完成。
- 1977年（昭和52年）10月6日：三島駅ホーム三線化工事完成。
- 1978年（昭和53年）
  - 8月20日：大場駅下りホーム拡幅、上屋改築工事完成。
  - 12月：駿豆線に列車無線、地震計設置。
- 1979年（昭和54年）12月15日：3000系電車運転開始。
- 1981年（昭和56年）10月1日：特急「踊り子」運転開始[8]（2000年（平成12年）まで休日上り列車の線内のみの乗車を禁止）。
- 1983年（昭和58年）4月27日：修善寺駅新駅舎完成。
- 1985年（昭和60年）11月1日：列車運行システム (CTC) 導入[9]。
- 1986年（昭和61年）10月21日：伊豆長岡駅新駅舎完成。
- 1988年（昭和63年）11月6日：一部座席指定の快速運行開始[3]。
- 1991年（平成3年）3月19日：7000系電車運転開始。
- 1993年（平成5年）
  - 4月21日：伊豆仁田駅全面改築工事完成。
  - 6月23日：伊豆仁田 - 原木間の来光川橋梁架け替え工事完成。同橋梁には伊豆箱根鉄道初のロングレールを敷設。
- 1995年（平成7年）12月4日：三島二日町 - 大場間の大場川橋梁架け替え工事完成。
- 1998年（平成10年）5月16日：駿豆線開業100周年記念式典を三島田町駅で実施。
- 2001年（平成13年）4月6日：大場駅東口開設。
- 2002年（平成14年）
  - 1月25日：三島広小路駅自動改札供用開始。
  - 2月7日：伊豆長岡駅自動改札供用開始。
  - 2月26日：修善寺駅自動改札供用開始。
  - 3月15日：三島駅自動改札供用開始。
  - 10月13日：この年から、伊豆箱根鉄道グループの全社的イベントとして伊豆箱根鉄道本社にて「いずはこねふれあいフェスタ」を開催[10][11]。
- 2003年（平成15年）：三島田町駅、韮山駅自動改札化。
- 2004年（平成16年）：大仁駅自動改札化。
  - 10月9日：台風22号直撃により、伊豆長岡 - 修善寺間が不通となったが、10月14日の始発電車から全線開通。
- 2005年（平成17年）
  - 3月27日：大場工場で1000系電車（赤電）お別れ会実施。
  - 3月31日：大場駅新駅舎竣工、自動改札供用開始。
- 2006年（平成18年）12月18日：緊急地震速報警報システム運用開始。
- 2007年（平成19年）3月31日：列車運行システム(CTC)更新、始発より使用開始[12]。
- 2008年（平成20年）
  - 2月1日：韮山古川橋梁架け替え工事を2010年（平成22年）3月まで実施。
  - 12月14日：1300系電車運転開始[13]。
- 2009年（平成21年）
  - 4月1日：駅収受システムによるワンマン運転開始（特急「踊り子」は除く）。
  - 10月12日：この日から2010年3月31日まで、大仁高校の創立90周年を記念して、ラッピング電車『大仁高アルバム電車』を運行。また大仁駅の発車メロディも同校の校歌をアレンジしたものに変更。
- 2010年（平成22年）
  - 8月27日・9月3日：伊豆の国市韮山の地ビール「反射炉ビヤ」が飲み放題の「反射炉ビヤガー電車」運行。
    - 以後毎年運行。2011年には車両冷房の代わりに側面窓を開放して運転する、東日本大震災及び福島第一原発事故に伴う電力使用制限令を逆手に取った企画を実施[14]。

  - 11月19日・26日：中伊豆産のワインと各種料理が飲食できる「中伊豆ワイン列車」運行。
- 2011年（平成23年）
  - 2月18日・25日：伊豆産の日本酒と鹿料理などが飲食できる列車、日本酒電車「イズシカトレイン」を初運行。
  - 7月16日：2012年（平成24年）6月に引退が予定されている1100系1009Fに、この日から「ありがとう1100系」ヘッドマークを掲出して運行。
  - 8月21日：「西武グループこども応援プロジェクト」の一環として、大場工場で有料のイベント『親子電車教室in駿豆線』が開催。
- 2015年（平成27年）3月27日：田京 - 修善寺間で、鉄道総合技術研究所が超電導送電技術を用いた世界初の列車走行試験に成功[15]。大仁駅に超電導送電システムを設置して試験走行を実施。
- 2016年（平成28年）
  - 12月1日：自転車をそのまま電車に持ち込めるサイクルトレインの実証実験を開始。2017年4月1日から本格実施[16]
  - 12月10日：1979年に西武鉄道で登場した当時の黄色とベージュ塗装を復刻した1300系「イエローパラダイストレイン」を運行開始[17]。
- 2017年（平成29年）3月25日：伊豆市と二つのNPO法人との共催で、修善寺駅にて『いずっぱこスプリングミニフェスタ 春一番!行くずら修善寺!!』を開催。駅構内に、検査入場中だった大雄山線の5000系（甲種車両輸送の形態）がED32形電気機関車と連結して登場。1300系「イエローパラダイストレイン」を使用しての運転台乗車体験・車掌体験も実施[18]。
- 2018年（平成30年）
  - 2月15日：三島駅構内の信号高圧配電線が断線し、三島 - 修善寺間の全線で2時間余り運転を見合わせ。上下計24本が運休し、乗客約8千人に影響[19]。
  - 4月1日：前年に引き続いて、修善寺駅にて『いずっぱこスプリングフェスタwith スイーツフェア いこうよ!修善寺駅!!』を開催。定期検査のため、このイベントをもってこの姿での運用を終了する3000系3501編成『ラブライブ!サンシャイン!!ラッピング電車』のさよなら車両展示も開催[20]。
  - 6月12日：往年の軌道線電車のカラーに塗り分けた3000系3501編成の運転を開始[21]。
  - 8月23日：静岡県と協働で、同県での東京オリンピック・パラリンピック自転車競技開催をPRする記念電車「2Years to 号(go)」を9月12日まで、7000系7502編成で運転[22]。
  - 12月13日：アニメ「ラブライブ!サンシャイン!!」のラッピング電車の第3弾となる「Over the Rainbow号」の運行を7000系7502編成で開始[23]。同日、三島駅の発車予告音をAqoursの3rdシングル「HAPPY PARTY TRAIN」のメロディに変更[23][注釈 3]。前日には、松浦果南役の声優・諏訪ななかが三島駅の一日駅長を務め、同編成による臨時電車に出発合図を出すパフォーマンス[24]。
- 2019年（平成31年・令和元年）
  - 1月27日：「アニメ『ラブライブ!サンシャイン!!』ラッピング車両撮影会」を開催[25]。本社構内で、伊豆箱根鉄道とその子会社各社が運行する「ラブライブ!サンシャイン!!」の電車・バス・タクシー全車両と、雄大（西武百貨店沼津店本館跡地暫定利用施設を運営する沼津市の企業）、あわしまマリンパーク、日産レンタカーの協力によるコラボ車両の展示や記念乗車券の先行発売などを実施。
  - 2月9日：伊豆長岡駅の一日駅長に、伊豆・三津シーパラダイスで飼育されているタカアシガニが就任[26]。
  - 2月26日：4月からの「静岡DC」において、伊豆市・伊豆の国市・三島市の各観光協会と協働し、テレビアニメ『美男高校地球防衛部HAPPY KISS!』とコラボした街巡り企画『HAPPY 伊豆there?』開催を発表[27]。
  - 3月5日：静岡県立韮山高校写真報道部と伊豆半島ジオパーク推進協議会との協働で、伊豆半島ジオパークの魅力を車内の窓に貼ったシールで紹介する「伊豆箱根鉄道伊豆半島ユネスコ世界ジオパークトレイン」（通称・いずっぱこGEO TRAIN）を軌道線カラーの3000系3501編成で9月30日まで運行[28]。14日に運行開始記念イベントを三島駅で開催[29]。
  - 3月8日：東京オリンピック・パラリンピックの開幕まで12日で500日になるのを前に、静岡県での自転車競技開催をPRする電車「500 Days to号(go)」を、1300系2202編成で運転[30]。当初は5月6日までの予定だったが、同年7月24日から『1年前仕様』に変更の上で継続運転されるも、2020年、コロナウイルス感染症が拡大している状況を受けてオリンピック・パラリンピックの開催が2021年に1年延期となったため、同年3月にオリンピック関係の装飾が車内外共に一旦撤去された。
  - 4月6日：静岡DC伊豆の国市実行委員会の企画で、「伊豆の国いちご電車」を1300系「イエローパラダイストレイン」で三島 - 修善寺間に1往復運行[31]。定員90人で募集したところ、チケットは発売翌日に完売[32]。
  - 5月1日：この日の令和への改元を記念し、1300系「イエローパラダイストレイン」に、伊豆・三津シーパラダイスのアシカ「グリル」がショーで揮毫した「令和」の文字をあしらったヘッドマークを5月30日までの予定で装着[33]。
  - 6月29日：吉本興業との共同企画で、EXIT・鈴川絢子らお笑い芸人と貸切列車に同乗してライブ観覧や車両基地の見学を行う特別ツアー「いずっぱこ・よしもとお笑い電車」を実施[34][35][36]。
  - 8月25日：テレビアニメ『Dr.STONE-ドクターストーン』とのコラボレーションで、8月2日から7000系7101編成で運行しているDr.STONEラッピング電車の出発式を、修善寺駅にて、声優の小林裕介を一日駅長に迎えて開催[37]。
  - 10月1日：韮山駅の駅係員配置が朝7時から8時30分までに短縮。それ以外の時間は原則不在となる。
  - 10月12日：令和元年東日本台風（台風19号）の襲来に備え、全線を始発から運休する「計画運休」を実施[38][39]。
  - 10月13日：三島 - 大場間が始発から運転再開[39]。大場- 修善寺間も夕方から運転再開[40]。
  - 12月17日：第1弾の韮山高校に代わって伊豆総合高校写真部の撮影した写真で沿線の見所を紹介する、「いずっぱこGEO TRAIN」の第2弾を2020年5月31日までの予定で運行[41]。19日に修善寺駅で記念式典[42]。
- 2020年（令和2年）
  - 2月18日：この日から、アニメ「ラブライブ!サンシャイン!!」ラッピング電車第3弾「Over the Rainbow号」のラストラン運行が3月29日までの予定で開始される[43]も、コロナウイルス感染症が拡大している状況を受け、3月16日に「さよならイベント」の中止を決定・発表した[44]。
  - 2月25日：3月6日・13日に開催を予定していた「日本酒電車イズシカトレインX（テン）」が、新型コロナウイルス感染症が拡大している状況を受け、両日とも開催が中止となる[45]。
  - 4月16日：新型コロナウイルスの影響による利用者減少に伴い、この日から日中・夜間の列車の運行を通常の15分間隔から約30分間隔に変更する「減便ダイヤ」を実施[46]。
- 2021年（令和3年）
  - 3月13日：特急「踊り子」の車両をE257系2000番台・2500番台に置き換え[2]。新たな着席サービス導入に伴い、駿豆線区間において特急料金を設定[47][2]。
  - 9月20日：この日をもって、アニメ「ラブライブ!サンシャイン!!」のラッピング電車の第3弾となる「Over the Rainbow号」の運行を終了[48]。
  - 12月16日 : 新型コロナウイルスの影響で最後まで残存していた終電の繰り上げ等の減便が終了し、この日から通常運行を再開。
- 2022年（令和4年）『鎌倉殿の13人』ラッピング車両

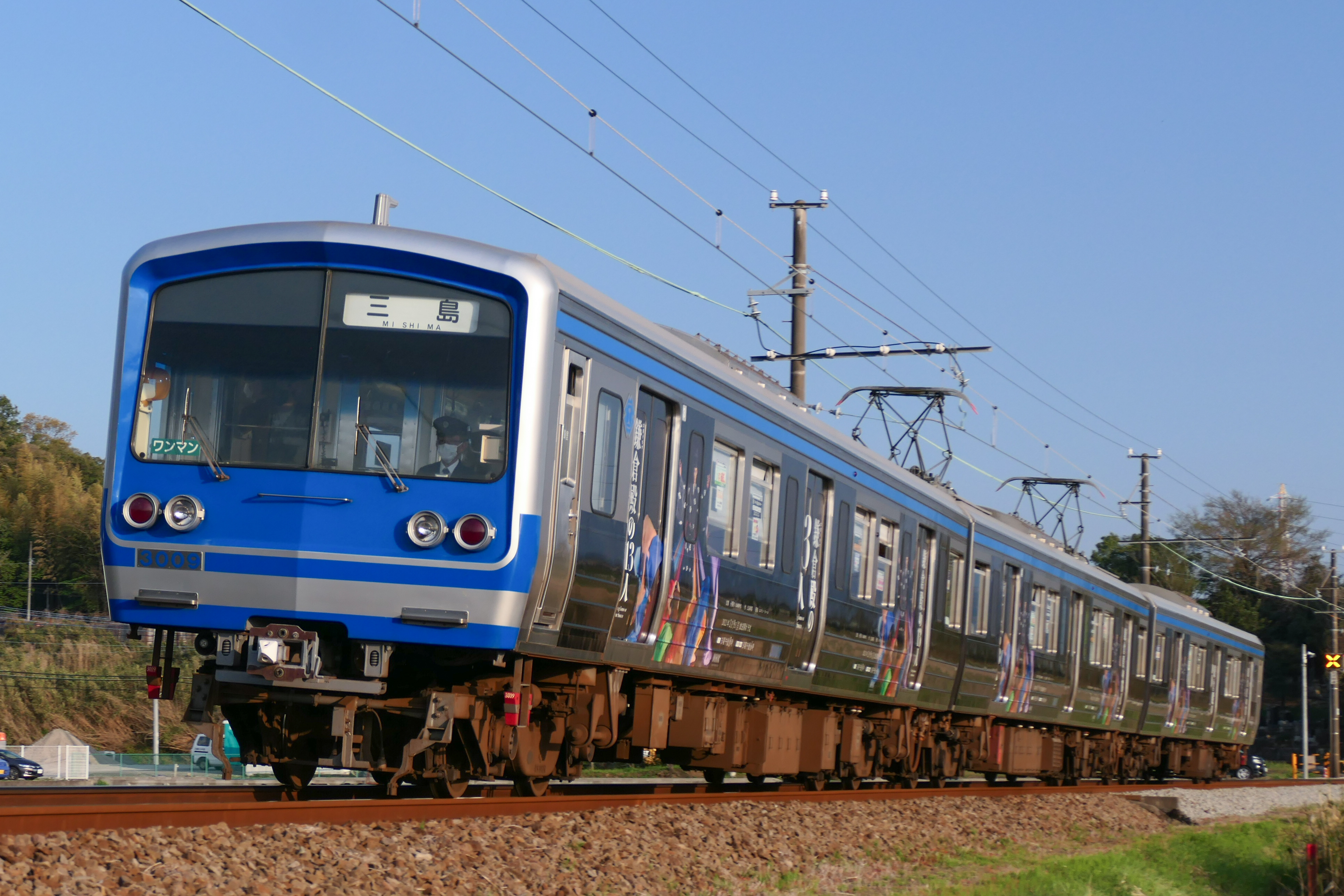
『鎌倉殿の13人』ラッピング車両

  - 1月9日：この日から放送を開始したNHK（日本放送協会）大河ドラマ『鎌倉殿の13人』に合わせて、3000系3505編成を使用したラッピング電車の運転を開始[49]。
  - 5月13日：「世界お茶まつり2022」とコラボした「韮山反射炉茶の庵 お茶エール電車」を運行[50]。
  - 8月12日：同月15日から3日間、「三嶋大まつり」の3年振りの開催を盛り上げるべく「しゃぎり電車」の運行を計画していたが、台風8号の影響で警報級の大雨になる恐れがあるとして中止すると発表[51]
  - 10月14日：この日に鉄道開業150周年を迎える「鉄道の日」に合わせ、「駿豆線0列車で行く! 深夜鉄道1285（IZUPPAKO）」として終電後に三島駅 - 修善寺駅間に貸切列車を運行[52][53]。15日（三島駅16日0時発）まで開催。両日とも3000系3504編成を使用。
  - 12月3日：韮山高校写真報道探求部が3度目の担当となる「いずっぱこGEO TRAIN」第5弾を3000系3503編成を使用して運行開始。5日に修善寺駅で運行開始イベント実施[54][55]。
- 2023年（令和5年）
  - 2月7日：この日から3月1日まで、沿線の高校生から募集した川柳を掲出した「川柳電車」を3000系3504編成を使用して運行[56]。
  - 3月18日：一部列車の減便を伴うダイヤ改正を実施。駿豆線では昼間10時台 - 14時台が15分間隔から概ね20分間隔に変更された[57]。
  - 4月1日：1995年10月1日以来となる運賃改定（消費税率引き上げに伴う改定を除く）を実施[58]。
  - 6月1日：この日から9月3日まで、テレビアニメ『幻日のヨハネ -SUNSHINE in the MIRROR-』の放送開始を記念したスタンプラリーを西武鉄道との合同で開催[59]。
  - 6月23日：この日から『幻日のヨハネ -SUNSHINE in the MIRROR-』放送を記念して、『ラブライブ!サンシャイン!!』シリーズ第4弾となる全面ラッピング電車『YOHANE TRAIN』を7000系7502編成を使用して運行[60][61]。
  - 12月13日：この日から沼津商業高校の生徒の協力を得て、「いずっぱこGEO TRAIN」第6弾を3000系3504編成を使用して運行開始。18日に修善寺駅で記念式典を実施[62]。
- 2024年（令和6年）
  - 2月9日：この日から2月27日まで、沿線の学生と一般両部門から募集した川柳を掲出した「川柳電車」を、同時にデザインを募集したヘッドマークを掲出して1300系イエローパラダイストレインを使用して運行[63]。
  - 3月13日：鉄道総合技術研究所と伊豆箱根鉄道が当線で世界初となる「超電導き電システム」の営業線運用検証を開始した、と発表[64]。
  - 12月18日：駿豆線全駅でクレジットカードやクレジットカードカードが設定されたスマートフォン等によるタッチ決済乗車サービスを開始[65]。

## 駅一覧
- 全駅静岡県内に所在
- 停車駅
  - ●：停車、｜：通過
  - 普通列車は省略（各駅に停車）
  - 特急＝「踊り子」
- 線路（全線単線）… ◇・∨・∧ ： 列車交換可、｜ ： 列車交換不可

| 駅番号 | 駅名         | 駅間 営業キロ | 累計 営業キロ | 特急 | 接続路線                                          | 線路 | 所在地        |
| ------ | ------------ | ------------- | ------------- | ---- | ------------------------------------------------- | ---- | ------------- |
| IS01   | 三島駅       | -             | 0.0           | ●    | 東海旅客鉄道： 東海道新幹線・CA 東海道本線 (CA02) | ∨    | 三島市        |
| IS02   | 三島広小路駅 | 1.3           | 1.3           | ｜   |                                                   | ｜   | 三島市        |
| IS03   | 三島田町駅   | 0.7           | 2.0           | ●    |                                                   | ◇    | 三島市        |
| IS04   | 三島二日町駅 | 0.9           | 2.9           | ｜   |                                                   | ｜   | 三島市        |
| IS05   | 大場駅       | 2.6           | 5.5           | ●    |                                                   | ◇    | 三島市        |
| IS06   | 伊豆仁田駅   | 1.5           | 7.0           | ｜   |                                                   | ◇    | 田方郡 函南町 |
| IS07   | 原木駅       | 1.5           | 8.5           | ｜   |                                                   | ◇    | 伊豆の国市    |
| IS08   | 韮山駅       | 1.3           | 9.8           | ｜   |                                                   | ◇    | 伊豆の国市    |
| IS09   | 伊豆長岡駅   | 1.6           | 11.4          | ●    |                                                   | ◇    | 伊豆の国市    |
| IS10   | 田京駅       | 2.8           | 14.2          | ｜   |                                                   | ◇    | 伊豆の国市    |
| IS11   | 大仁駅       | 2.4           | 16.6          | ●    |                                                   | ◇    | 伊豆の国市    |
| IS12   | 牧之郷駅     | 2.0           | 18.6          | ｜   |                                                   | ◇    | 伊豆市        |
| IS13   | 修善寺駅     | 1.2           | 19.8          | ●    |                                                   | ∧    | 伊豆市        |

### 過去の接続路線
- 三島広小路駅：軌道線 - 1963年2月5日廃止
- 三島田町駅（当時は三島町）：軌道線 - 1914年まで別線、1919年から1949年まで三島広小路から乗り入れ。

## 連絡運輸・ICカードについて
各駅の自動券売機で三島駅接続のJR線連絡乗車券が発売されている。窓口では、東はJR東日本の我孫子駅まで、西はJR西日本の大阪市内までの連絡乗車券を発売している（ただし、羽沢横浜国大駅、東海道本線（枇杷島 - 醒ケ井間、ただし尾張一宮駅・岐阜駅は除く）各駅、飯田線各駅、武豊線各駅、中央本線（名古屋 - 塩尻間各駅）、太多線各駅、高山本線各駅、関西本線各駅、紀勢本線各駅、名松線各駅、参宮線各駅を発駅とするものは伊豆箱根鉄道側では発売しない。）
また、伊豆長岡駅接続の伊豆箱根バス一部路線への連絡乗車券も発売している。
伊豆箱根鉄道はPASMO協議会に加盟しているが、駿豆線のPASMO導入は見送られている。三島駅にはJRとの連絡改札口があるが、Suica、TOICA、PASMOなどのICカード（他の全国相互利用交通系ICカード含む）には対応しない。ただし交通系ICカードを除くキャッシュレス決済（クレジットカード、電子マネー、QRコード決済）には三島駅と修善寺駅のみにおいて駿豆線内のみの切符販売に対応している。
また、2024年12月18日より、駿豆線全駅にて三井住友カードが提供する公共交通機関向けソリューション「stera transit」を活用したクレジットカードなどのタッチ決済による直接乗車サービスを開始した。これに伴い、三島駅・修善寺駅で行っていた普通乗車券のクレジット決済を原則として終了する。ただし、特急「踊り子」号を利用する場合や、タッチ決済未対応カードの利用を希望する場合、「旅助け」などの企画乗車券の購入は従来通りクレジット決済が可能である。

## イメージキャラクター
修善寺まきの
トミーテック『鉄道むすめ』シリーズの一員として2016年3月24日に誕生。シリーズナンバーPU27。当線の駅務掛という設定。同年4月26日より記念乗車券が発売された。その後もヘッドマーク掲揚列車が運行されるなど、イベント等で随時使用されている。
ライオンになりたいネコ
伊豆箱根鉄道のロゴマークに似た顔をした、ライオンのような少年。通称、ライネコ。当線の沿線に住んでおり、当線の写真を撮ったり、電車に乗っておでかけをしたりするのが好きである。伊豆箱根鉄道の公式ウェブサイトやSNSで多く使われている。
この他にも、スマホアプリ「ステーションメモリーズ!」に登場するでんこの一人である「牧之郷あい」も当線の公認キャラクターとなっている。

## 関連作品・記述
「豆相鉄道唱歌」（1900年10月）
同年5月に発表された「鉄道唱歌」に倣って製作されたもので、当時の開業区間であった三島駅（現・下土狩駅） - 大仁駅間を全30番で歌っている。2001年5月に三島駅地元のコミュニティFM局エフエムみしま・かんなみのパーソナリティー（当時）小坂真智子の歌唱によりCDも販売された。
尾崎紅葉
1902年（明治35年）5月の尾崎紅葉の日記で、当時の豆相鉄道の記述があり、「汽車を見るに軽微にして粗鹵（ソロ）、其（そ）の来るや狸の化けたる者の如く、煙突の小なるむしろ噴飯すべし、車六輛を列ねて軒輊（ケンチ）して去る」との記述がある。
井上靖
小説『しろばんば』で主人公の洪作が大仁から当線に乗っている。
芥川龍之介
1925年（大正14年）4月21日に、芥川龍之介が修善寺温泉の新井旅館に行くために、東海道線三島駅から駿豆線三島駅へ乗り換える様子を伝える手紙があり、「…（東京から汽車で、午後4時39分に）三島についたらプラットホームの向う側に修善寺行きの軽便（豆相鉄道）がついているゆえ、それへ乗れば六時には修善寺につく。修善寺駅から新井までは乗合自動車、人力車荷でもある。時間がわかれば僕が迎えに出る。切符は東京駅より修善寺駅まで買ったほうがよし。（三島まで買うと又買わねばならないから面倒くさい。東京駅で修善寺駅まで売っている）」との記述がある。なお芥川は丹那トンネル及び現在の三島駅が開業した1934年には既に他界していたので、ここで出てくる三島駅とは現在の御殿場線にある下土狩駅のことである。
ごめんね青春!
2014年に放送されたTBSのテレビドラマ。脚本は宮藤官九郎。撮影協力にクレジットされ、作品中の通学用路線として駿豆線が愛称の「いずっぱこ」とともに実名で登場し、ロケにも利用された。
ラブライブ!サンシャイン!!（2015年 - ）
伊豆長岡駅が2016年に放送されたテレビアニメ第1期6話の舞台の一つとなっている。また、2017年4月5日発売のAqoursの3rdシングル「HAPPY PARTY TRAIN」のアニメーションPVで登場。他にも作品とのコラボ企画によるAqoursのキャラクターが装飾されたラッピング電車が2016年4月27日から2018年3月25日まで、第2弾のラッピング電車「HAPPY PARTY TRAIN」が2017年4月8日から、第3弾のラッピング電車「Over the Rainbow」が2018年12月13日から2021年9月20日まで運行された。
出没!アド街ック天国
2017年8月12日（テレビ東京）・8月26日（SBS静岡放送）等で放送の『三島』編で第5位。大場工場等で開運アイテムの『ハートのつり革』が紹介された。
まるごと
静岡第一テレビで放送の夕方生ワイド番組。2017年11月15日放送の『ノリ×ノリ』で、ダーリンハニー吉川正洋と放送当時静岡第一テレビアナウンサーだった杉岡沙絵子が大場工場を訪問。ED31形電気機関車や7000系に体験乗車。また、2018年4月11日放送の『まるごとりっぷ』で、小林豊(BOYS AND MEN)と放送当時静岡第一テレビアナウンサーだった小野澤玲奈が三島駅にある観光案内所で電動アシスト自転車を借り1300系2202編成によるサイクルトレインで大場駅まで乗車。さらに、2019年2月13日放送の『まるごとりっぷ』で、平松賢人(BOYS AND MEN)と小野澤玲奈アナウンサーが駿豆線沿線の「隠れ名所」を写真だけで巡るツアーを実施。その後継企画『銀シャリの旅はナビまかせ』では、お笑いコンビの銀シャリが、2019年10月7日の放送で駅弁ライター・望月崇史のナビゲートによる『極上の電車旅』を実施。三島駅の桃中軒にて、同社と韮山高校写真報道部がコラボした「伊豆半島ジオパーク弁当」を購入。2019年10月1日まで運転された3000系3001F「ジオトレイン」や「イエローパラダイストレイン」を使用した「ハロウィン電車」に乗車。2023年10月12・19日放送の『みやぞんch』では、みやぞん（ANZEN漫才）と久保ひとみ（静岡を代表するローカルタレント）が駿豆線沿線の『食』を巡る旅を実施。前編では三島駅（伊豆箱根の）内のラーメン店と三島田町駅近くの手羽先専門のから揚げ店を訪問。後編では大仁駅近くのラーメン店（放送後に移転のため閉店）と修善寺駅近くのグルテンフリーのパスタ店を巡った。
ぶらり途中下車の旅
日本テレビ系で放送の旅番組。2018年1月6日、金子昇を旅人に迎えて松崎町から修善寺温泉を経由して、駿豆線で伊豆・村の駅などを訪問した。2022年1月8日には、小島奈津子を旅人に迎えて伊豆パノラマパークを起点に伊豆仁田駅そばのアンティーク家具の入った古民家カフェなどを訪問した。
はぐれ署長の殺人急行（第3作）
2018年1月22日にTBS系列にて、3時間スペシャルとして放送された。劇中において、7000系の「ゴールド」、1300系の「イエローサブマリントレイン」が紹介されている。また時刻表トリックとして、「踊り子」が用いられた。
ピエール瀧のしょんないTV
2019年3月まで静岡朝日テレビなどで放送された深夜バラエティ番組。2018年4月5・12日の放送でピエール瀧（電気グルーヴ）と放送当時静岡朝日テレビアナウンサーだった広瀬麻知子が、1300系「イエローパラダイストレイン」を貸し切って三島駅から修善寺駅まで乗車。
Soleいいね!
SBSテレビで平日の午前に放送されている生ワイド番組。2018年10月17日の放送で、1300系「イエローパラダイストレイン」を使用した「ハロウィン電車」を紹介。
イブアイしずおか エンタ
2019年9月までSBSテレビで平日の夕方に放送された生ワイド番組。2019年8月13日放送の「イブアイ交通公社」にて、火曜MCユージのナレーションによる「GOラブライブ!電車・伊豆箱根鉄道車窓の旅」を放送。
とびっきり!しずおか 土曜版
静岡朝日テレビで土曜の昼間に放送されている生ワイド番組。2022年10月29日の放送で、放送当時静岡朝日テレビアナウンサーだったスミス春子が伊豆箱根の女性広報と共に企画切符「いずっぱこ満喫1DAYフリーパス2022 - 2023」を使ってスープカレーの店や伊豆パノラマパークなど駿豆線沿線を訪問。
水曜どうでしょう
HTBの番組。2024年9月21日に企画イベント『水曜どうでしょうCARAVAN』を、三島市大場の伊豆箱根鉄道本社敷地内の特設会場にて実施。